# Eileen Guppy
Eileen Mary Guppy (24 de mayo de 1903 – 8 de marzo de 1980) fue la primera geóloga nombrada por el personal científico del British Geological Survey y fue la primera integrante femenina en serle otorgada un MBE en 1966 por sus 39 años de servicio al Orden del Imperio británico.

## Educación y carrera inicial
Guppy se graduó en Geología en Belford College de Londres alrededor 1925. Durante los siguientes dos años trabajó como ayudante de investigación con el Prof Leonard Hawkes en el Bedford College, London y publicó el paper "A Composite Dyke from Eastern Iceland" en la Revista Trimestral de la Sociedad Geológica de Londres.

## Carrera en Encuesta geológica
En 1927 Eileen Guppy era una de las dos mujeres con grados de geología para ser nombradas como ayudantes técnicos en la Encuesta Geológica de Gran Bretaña (Geological Survey of Great Britain). Guppy fue nombrada para el Departamento de Petrología. Pasó muchos años trabajando como subordinada a personal masculino senior debido a su género y a pesar de sus cualificaciones.
Sobre 1935 se consideró que tenía suficiente status para la tarea de organizar el movimiento del rocas de Petrología y pequeñas secciones de colección desde el viejo Museo de Geología Práctica en Jermyn Street al nuevo Museo Geológico en Exhibition Road (siendo ahora parte del Museo de Historia Natural).
Debido a la Segunda Guerra Mundial en 1943 Guppy fue promocionada al rango de ayudante de geólogo, por tanto, siendo la primera mujer licenciada en geología nombrada como personal científico de la Survey. Cuando la guerra acabó, fue devuelta a su anterior posición de Agente Experimental Sénior porque se consideró que ya había cumplido su función durante el periodo de guerra. Continuó trabajando como ayudante científico para el director de la Survey Sir William Pugh y Sir James Stubblefield.
Más tarde, Guppy fue secretaria para la nueva División de Energía Atómica, y finalmente trabajó con los inspectores de la Public Record Office entre 1963 y 1965 evaluando registros antiguos de la encuesta Geológica y del museo. En su jubilación en 1966, Guppy fue premiada con un MBE por su leal servicio durante más de 39 años. Fue el primer miembro femenino del personal en ser reconocido con este premio. A pesar de tener una carrera de 43 años, solo fue oficialmente reconocida como geóloga por tres de ellos. La mayoría de sus contribuciones a diferentes publicaciones de la British Geological Survey y otros informes son raramente referidos a ella.

## Publicaciones
Guppy publicó su trabajo de campo en 1924 bajo el título de A Composite Dyke from Eastern Iceland, el cual creó, mientras trabajó conjuntamente con el geólogo Leonard Hawkes. Publicó dos ediciones de Chemical analysis of Igneous Rocks, Metamorphic Rocks and Minerals durante 1931 y en 1956. Mientras estuvo trabajando para Sir John Flett hizo una contribución significativa al libro The First Hundred years of the Geological Survey of Great Britain para la British Geological Survey publicada en 1937. Su trabajo listó el personal que contribuyó en el BGS desde 1835-1935.
Publicó el libro Rock Wool con James Phemister en 1945 y una segunda edición salió en 1949.

### A Composite Dyke from Eastern Iceland
Guppy, al igual que su socio científico, Leonard Hawkes, compuso un estudio de casos sobre el dique composite de Islandia oriental en el año de 1924. A pesar de que Hawkes condujo el trabajo de campo, Guppy tuvo una función crucial en descifrar el compuesto de diques que aparecen generalmente en la altiplanicie terciaria-basalto de las respectivas áreas que estudió. Los hallazgos que desautorizaron los estudios anteriores fueron: el dique expuesto es visto por ser compuesto de rocas básicas y ácidas, así como siete tipos de dolerites alternado con el cuarzo-porphyries. El dique estudiado está expuesto en una sección acantilada, el cual está 2400 pies de altura vertical en Hokulvikurgil, Breithdal. Guppy y Hawkes fueron también capaces de descifrar correctamente la secuencia de intrusiones del compuesto del dique. También fueron realizados, análisis del origen de cuarzo y feldespato-xenolito en los doloritas, y además también fueron analizados, los orígenes de las inclusiones básicas en las rocas ácidas.

## Vida personal
Guppy no estaba casada mientras estuvo trabajando para la Geological Survey. Fue hasta 1975, cuando el Sex Discrimination Act de 1975 fue aprobado, el personal femenino del Survey fueron obligados a resignarse sobre el matrimonio.